# Botanisiertrommel

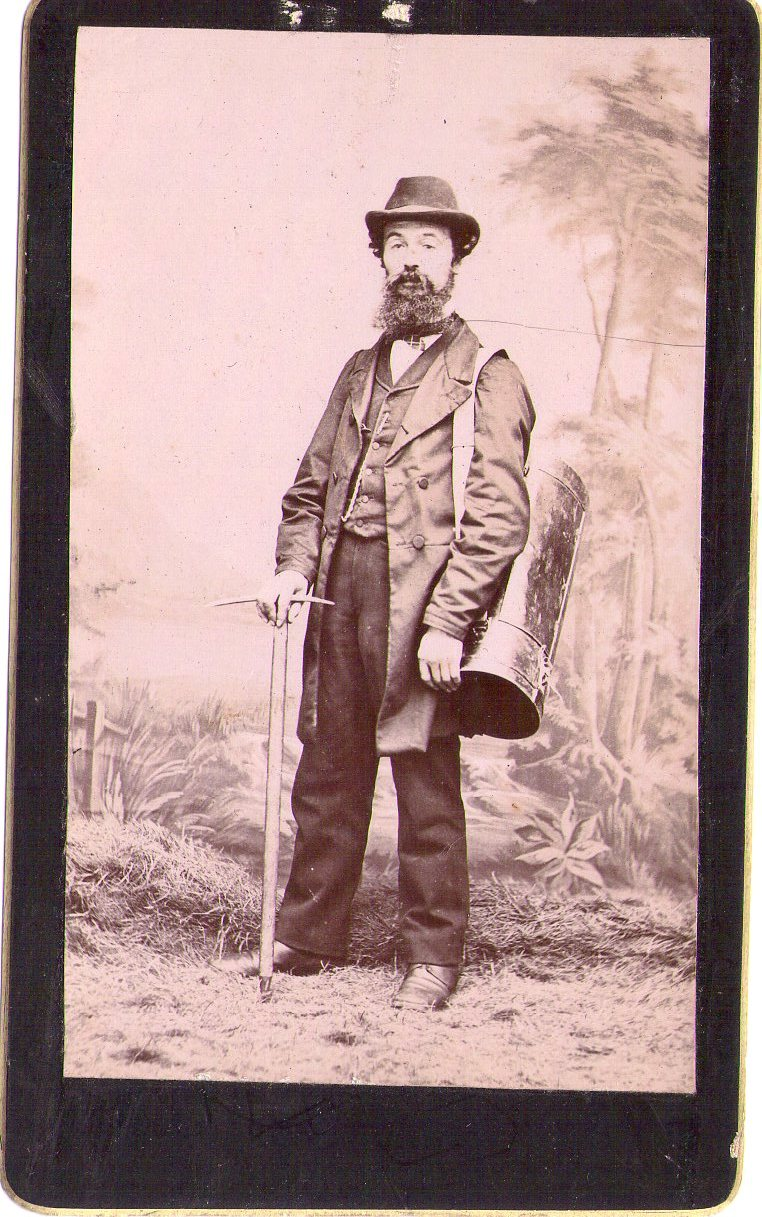
Botaniker Justin Paillot mit Botanisiertrommel, ca. 1870

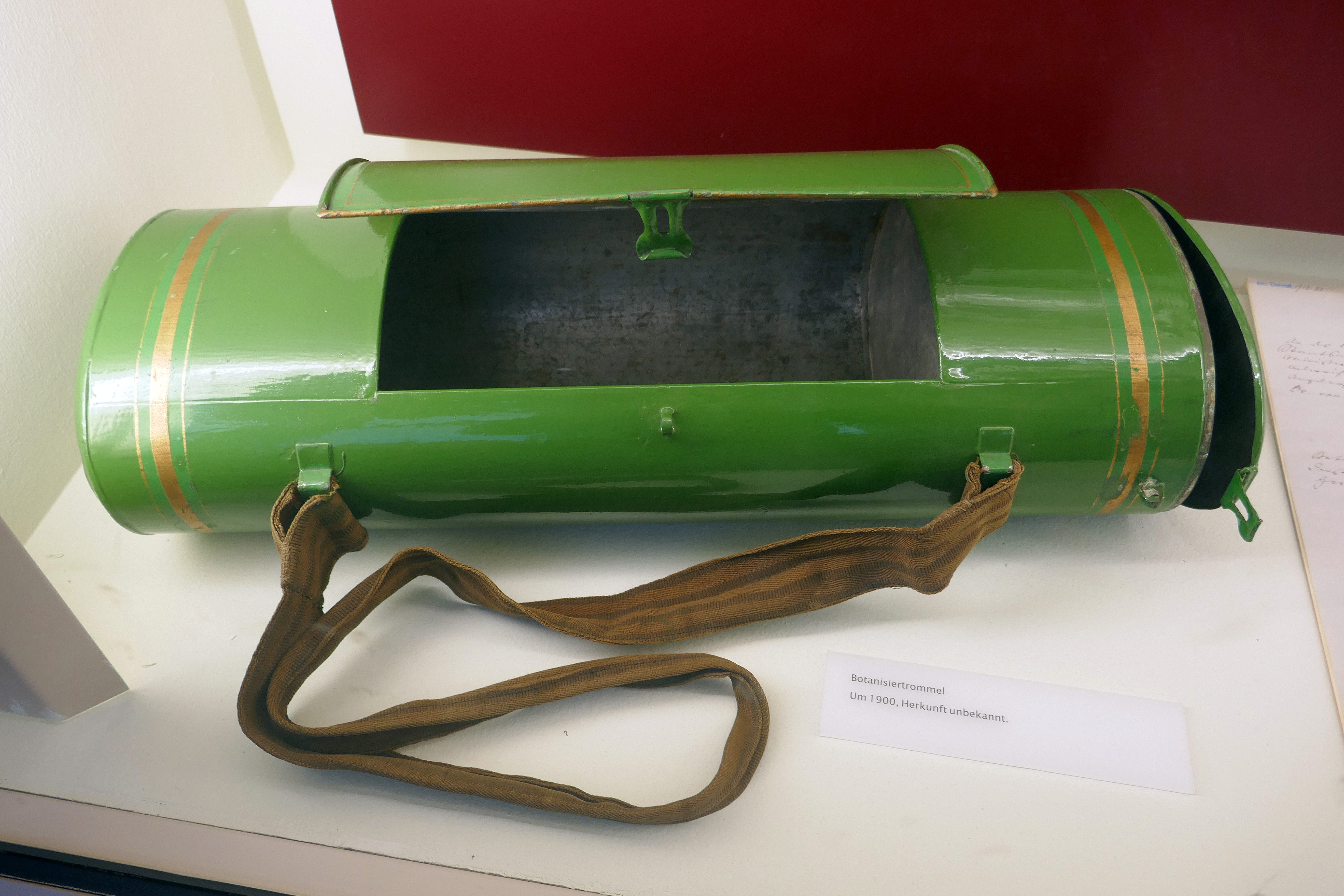
Botanisiertrommel, um 1900, Botanisches Museum Berlin

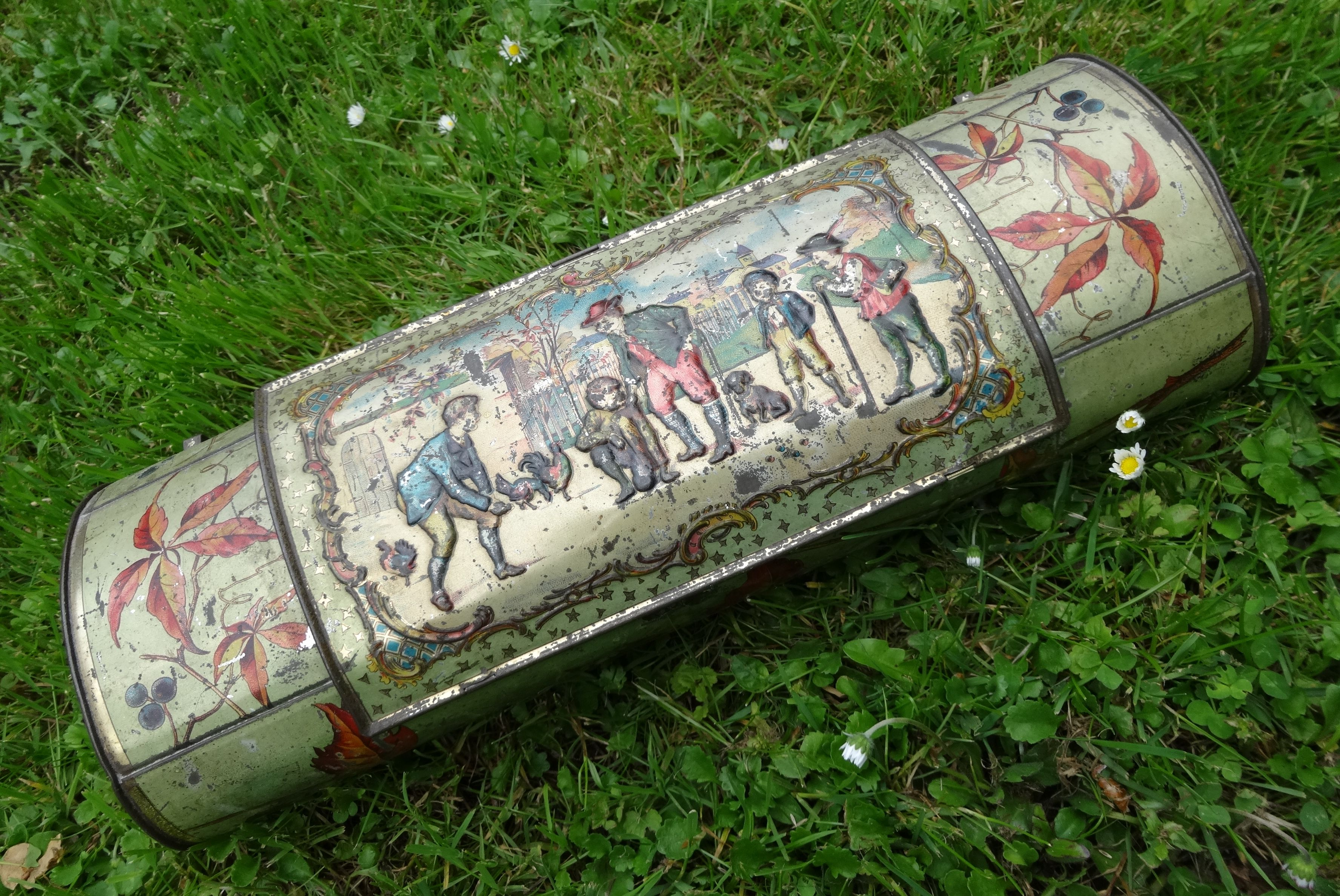
Botanisiertrommel für Kinder, ca. 1900

Als Botanisiertrommel oder Botanisierbüchse bezeichnet man ein länglich-zylindrisches Blechgefäß, das meist an einem Riemen über der Schulter getragen wurde und dem geschützten Transport unterwegs gesammelter Pflanzen diente.

## Hintergrund
Die Bezeichnung ist abgeleitet von dem veralteten Wort botanisieren für „sammeln von Pflanzen“ (von Botanik = Pflanzenkunde). In dem Gefäß konnten die hineingelegten Pflanzen unzerdrückt und vor dem Vertrocknen geschützt transportiert werden, um später ihren Artnamen zu bestimmen und sie zu dokumentieren. In der Zeit vor Erfindung der Farbfotografie war die einzige Möglichkeit zur Dokumentation der bestimmten Pflanzen das Abzeichnen und Anlegen eines Herbariums, für das gut erhaltene Exemplare benötigt werden.
Botanisiertrommeln waren am Anfang des 19. Jahrhunderts populär, kamen aber bereits Ende des 19. Jahrhunderts wieder aus der Mode. Anfang des 20. Jahrhunderts waren Botanisiertrommeln noch als Spielzeuge vor allem für Jungen in Gebrauch, was exemplarisch durch die Kinderbücher Else Urys belegt ist.
Modernere Alternativen sind Gefrierbeutel und Klarsichthüllen, in denen auch keine Pflanzenteile verloren gehen können und auf den ersten Blick zu sehen ist, was schon eingesammelt wurde.